# Amphixystis rhodothicta
Amphixystis rhodothicta är en fjärilsart som beskrevs av Edward Meyrick 1911. Amphixystis rhodothicta ingår i släktet Amphixystis och familjen äkta malar.
Artens utbredningsområde är Seychellerna. Inga underarter finns listade i Catalogue of Life.